# Делаев, Яраги Юнусович
Яра́ги Юну́сович Дела́ев (5 марта 1941 года, Алхан-Кала, Грозненский район, Чечено-Ингушская АССР, РСФСР, СССР) — советский и российский чеченский актёр-кукольник, режиссёр, Заслуженный работник культуры Чечено-Ингушской АССР, Заслуженный деятель искусств Чеченской Республики.

## Биография
Родился 5 марта 1941 года в селе Алхан-Кала Грозненского района Чечено-Ингушетии. В 1944 году был депортирован. В 1959 году окончил школу рабочей молодёжи в Алма-Ате. В 1962 году окончил Ростовское училище искусств. Тогда же начал работать актёром в Ростовском театре кукол. В 1962—1964 годах служил в армии. С 1964 по 1969 год был старшим методистом самодеятельного театра в Ростовском доме народного творчества.
В 1970 году окончил режиссёрское отделение Московского института культуры. После окончания института начал работать в Чечено-Ингушском республиканском театре кукол. В 2001 году стал главным режиссёром театра. В 2004 году создал филиал театра при Наурском районном Доме культуры.

## Постановки
- Умар Гайсултанов:
  - «Домик в лесу»;
  - «Мудрая Дана»;
  - «Шапка Шайтана»;
- «Пола» (Халид Ошаев);
- «Заклятые враги» (У. Лейес);
- Ханс Христиан Андерсен:
  - «Принцесса на горошине»;
  - «Огниво»;
- «Весёлые медвежата» (М. Поливанова);
- «По щучьему веленью» (В. Тараховская);
- Ахмедхан Абу-Бакар:
  - «Ищи и найдёшь»;
  - «Монеты из огня»;
- «Бука» (М. Супонин);
- «Храбрый Кикила»;
- «Чинграквелла»;

и многие другие.

## Награды и звания
- Заслуженный работник культуры Чечено-Ингушской АССР;
- Заслуженный деятель искусств Чеченской Республики;
- Медаль «Ветеран труда»;
- Почётные грамоты Верховного Совета и Министерства культуры Чечено-Ингушской АССР, Чечни, России, Союза театральных деятелей России.